# ميناء أم قصر
ميناء أم قصر هو أكبر ميناء عراقي يقع في محافظة البصرة جنوب العراق، في منطقة أم قصر بالقرب من الحدود العراقية الكويتية تديره الشركة العامة لموانئ العراق، ويعتبر من أهم موانئ العراق. يستقبل الميناء البواخر العملاقة ذات الغاطس العميق التي يصعب مرورها بمياه شط العرب. علماً أنه تم شطر الميناء إلى قسمين من قبل وزارة النقل عام 2010 «جنوبي» و «شمالي» ولكل منهما إدارة خاصة، ثم استحدث ميناء أم قصر الأوسط، والموانئ الثلاثة كلها متجاورة، ويمر من خلاله 80% من الواردات العراقية حيث أن وزارة التجارة تعتمد على الميناء بشكل مباشر باستيراد المواد والسلع الغذائية المختلفة.

## التاريخ

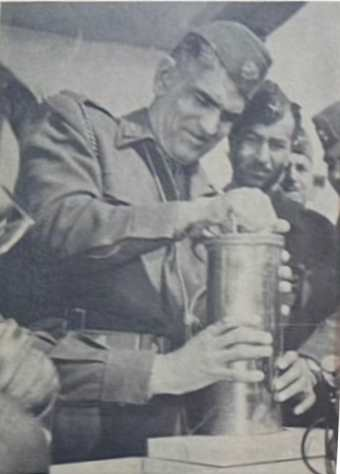
عبد الكريم قاسم يضع حجر الاساس لمشروع ميناء أم قصر عام 1960.

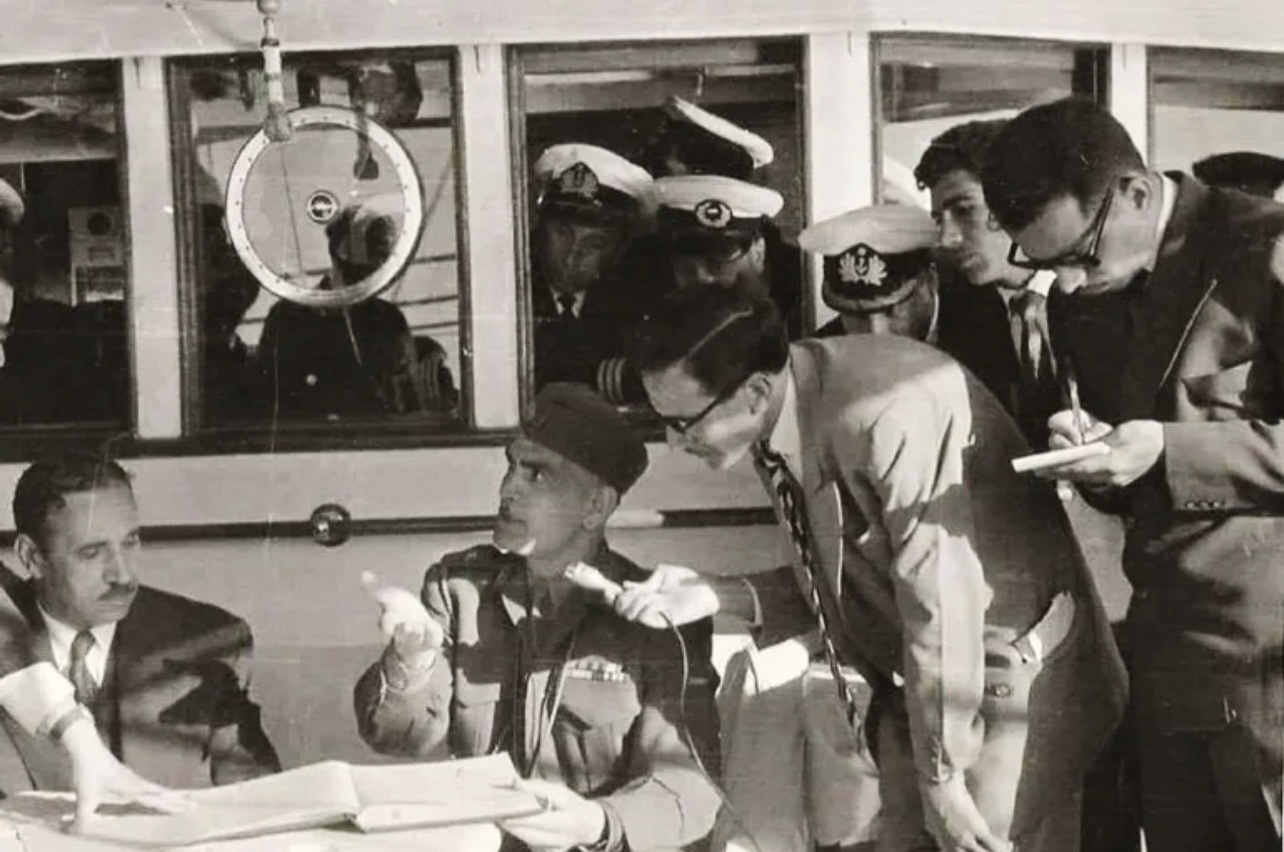
عبد الكريم قاسم بالزي العسكري وعلى يمينه اللواء مزهر الشاوي أثناء احتفالية وضع حجر الأساس لميناء أم قصر عام 1961.

كانت أم قصر في الأصل مدينة صيد صغيرة، ويقال إنها كانت موقع هبوط الإسكندر الأكبر في بلاد ما بين النهرين في عام 325 قبل الميلاد.
في عام 1958 بعد انقلاب الجيش العراقي المعروف باسم ثورة 14 تموز على النظام الملكي، أنشأت البحرية العراقية قاعدة هناك. قام النظام الجمهوري الجديد بقيادة عبد الكريم قاسم بالتخطيط لتطوير الاقتصاد العراقي على أساس تصدير النفط والإنتاج القائم على المصانع، والذي يتطلب مرافق شحن جديدة. في آواخر شهر آذار من العام 1961 وضع عبد الكريم قاسم حجر الأساس لميناء أم قصر، وهو أول ميناء عراقي يستقبل بواخر ذات حمولة 35 ألف طن. وكان بمثابة ميناء "المياه العميقة" الوحيد في العراق، مما يقلل من اعتماد البلاد على الممر المائي المتنازع عليه في شط العرب الذي يمثل الحدود مع إيران. تم بناء مرافق الميناء من قبل اتحاد من الشركات من ألمانيا الغربية والسويد ولبنان، مع خدمات السكك الحديدية للجمهورية العراقية التي تربطها بالبصرة وبغداد. افتتح الميناء في تموز 1964.

## الحرب العراقية الإيرانية
خلال الحرب الإيرانية العراقية (1980-1988)، زادت أهمية الموانئ مع تقييد القتال للوصول إلى الموانئ الأخرى شرقاً على طول شط العرب. أصبحت موانئ البصرة، الواقعة على الممر المائي لشط العرب، غير قابلة للاستخدام لأنها كانت على بعد أميال فقط من الحدود الإيرانية.

## حرب الخليج عام 1991
بعد حرب الخليج الأولى عام 1991، تم قصف الميناء، ونُقلت السيطرة على المدخل المؤدي إلى أم قصر - الكويت الى قوات الحلفاء لفترة من الوقت.
بمجرد إعادة الميناء إلى حكومة صدام حسين العراقية، قام بنقل معظم التجارة من موانئ البصرة الداخلية الواقعة على شط العرب إلى ميناء أم قصر، في سياسة متعمدة للحكومة العراقية لمعاقبة البصرة على دورها في الانتفاضة الشعبانية.

## حرب العراق عام 2003

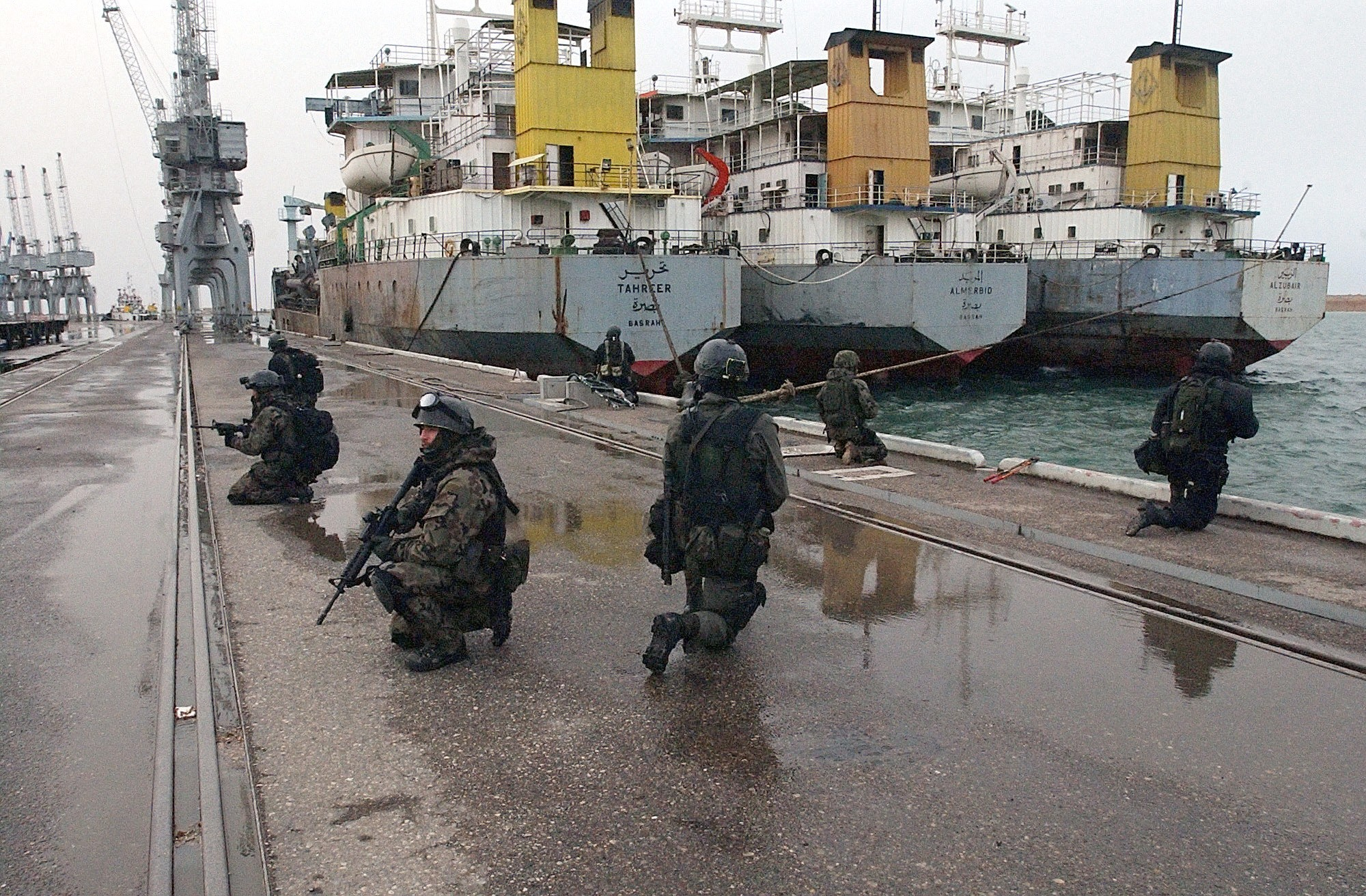
قوات GROM البولندية في حالة تأهب مباشرة بعد الاستيلاء على الموانئ خلال معركة أم قصر

كانت معركة أم قصر أول مواجهة عسكرية في حرب العراق، بهدف الاستيلاء على الميناء.
في 21 مارس 2003، بدأت المعركة بهجوم برمائي من قبل لواء المغاوير 3 البريطاني التابع لمشاة البحرية الملكية، وقادت على الأرض وحدة مشاة البحرية الخامسة عشرة الأمريكية، بدعم من قوات GROM البولندية. قدمت القوات العراقية مقاومة قوية بشكل غير متوقع، مما تطلب عدة أيام من القتال قبل تطهير المنطقة من المدافعين. قامت القوات العراقية بتلغيم القناة المائية للميناء لمنع قوات التحالف من استخدامه. بعد إزالة الألغام من الممر المائي من قبل مفرزة من HM-14 وفريق التخليص البحري الخاص الأول من الولايات المتحدة، عاد الميناء الى العمل.